# Paquímetro

Exemplo de uso do paquímetro.

O paquímetro é um instrumento utilizado para medir a distâncias e espessuras, entre dois lados simetricamente opostos de um objeto.

## Nomes comuns
Além de paquímetro, este instrumento é também conhecido como craveira; peclise; compasso de corrediça; e compasso de espessura.

### Etimologia
O substantivo «paquímetro» provém da aglutinação dos étimos gregos antigos: παχύς (pakhys), que significa «espesso ou grosso» e μήτηρ (metro) que significa «matriz ou medida».
O substantivo «peclise» provém do francês «pied à coulisse», nome francês deste instrumento, que significa literalmente «régua com pés».
O nome «craveira» usa-se por alusão ao instrumento, com o mesmo nome, usado em serralharia para fazer a cabeça de cravos e pregos.

## Descrição
A craveira ou paquímetro é normalmente composta por duas hastes, assentes numa régua graduada, onde figura a escala maior, sendo que pelo menos uma dessas hastes é deslizante, contendo, por seu turno, uma escala menor que permite ler as subdivisões da escala maior
O paquímetro é ajustado entre dois pontos, retirado do local onde foi feita a medição e a medição é lida na régua. O nónio ou vernier é a escala de medição contida no cursor móvel do paquímetro, que permite uma precisão decimal de leitura através do alinhamento desta escala com uma medida da régua.
Os paquímetros são feitos de plástico, com haste metálica, ou inteiramente de aço inoxidável, sendo que as suas graduações são calibradas a 20 graus.
Conta com um grau de precisão menor do que o micrómetro, sendo que a sua precisão é dada por p = 1-C/n, onde C é o comprimento do nónio e n é o número de divisões do nónio.

## Elementos do paquímetro

1: encostos, 2: orelhas, 3: haste de profundidade, 4: escala inferior (graduada em mm), 5: escala superior (graduada em polegadas), 6: nónio ou vernier inferior (mm), 7: nónio ou vernier superior (polegada), 8: trava.